# Johann Erich Thunmann
Johann Erich Thunmann, también llamado Johannes o Hans (1746 — 1778) fue un historiador, lingüista y teólogo nacido en Thoresund, Suecia. Formado en Uppsala, marchó con posterioridad a continuar sus estudios a Greifswald. Fue profesor de filosofía en la Universidad de Halle. Fue Thunmann un pionero en los estudios de los pueblos del Este de Europa y se considera que fue el primero en usar el término "europeos orientales". Varias de las aseveraciones de Thunmann sobre diversos pueblos han tenido acogida favorable: el negar el carácter completamente eslavo de los búlgaros; definir a los valacos como descendientes de antiguas tribus tracias y dacias, o bien getas, etc.  También destacó su teoría sobre los albaneses como pueblo autóctono, y de posible origen ilirio. Republicó un diccionario de las lenguas albanesa, griega y arrumana, que se había publicado por primera vez en 1770, añadiéndole posteriormente una traducción latina.